# Reginho e Banda Surpresa (álbum)
Reginho e Banda Surpresa é o primeiro álbum do cantor Reginho lançado em 2010.

## Faixas
1. "Minha Mulher não Deixa não"
2. "Calada"
3. "Dança da Tarraxinha"
4. "Pisadinha com a Tarraxinha"
5. "Som da Pisadinha"
6. "Swing do Reginho" (Chupeta)
7. "Bebo por que gosto"
8. "Viver sem Você não Dá"
9. "Escuta o Coração"
10. "Tarde pra se Arrepender"
11. "No Paredão"
12. "Maluco do Povão"
13. "Roda Roda Vira"
14. "Minha Mulher não Deixa não" (Final)
15. "Posição da Rã"